# بانک صنعت عراق
بانک صنعت عراق (به عربی: المصرف الصناعي العراقي) یک بانک صنعتی عراقی است که دفتر مرکزی آن در بغداد می‌باشد.
کار اصلی این بانک اعطای وام به بخش‌های صنعتی عراق است.